# Andrei al II-lea al Ungariei
Andrei al II-lea (n. cca. 1175 – d. 26 octombrie 1235), din dinastia arpadiană, a fost rege al Ungariei între 1205-1235. Tatăl său a fost Béla al III-lea (1172-1196), iar mama sa   Ana de Chatillon. Andrei al II-lea a fost fratele regelui Emeric (Imre) al Ungariei (1196-1204) și al împărătesei Margareta a Bizanțului, soția lui Isaac al II-lea Angelos (1185-1195 și 1203-1204).

## Domnia

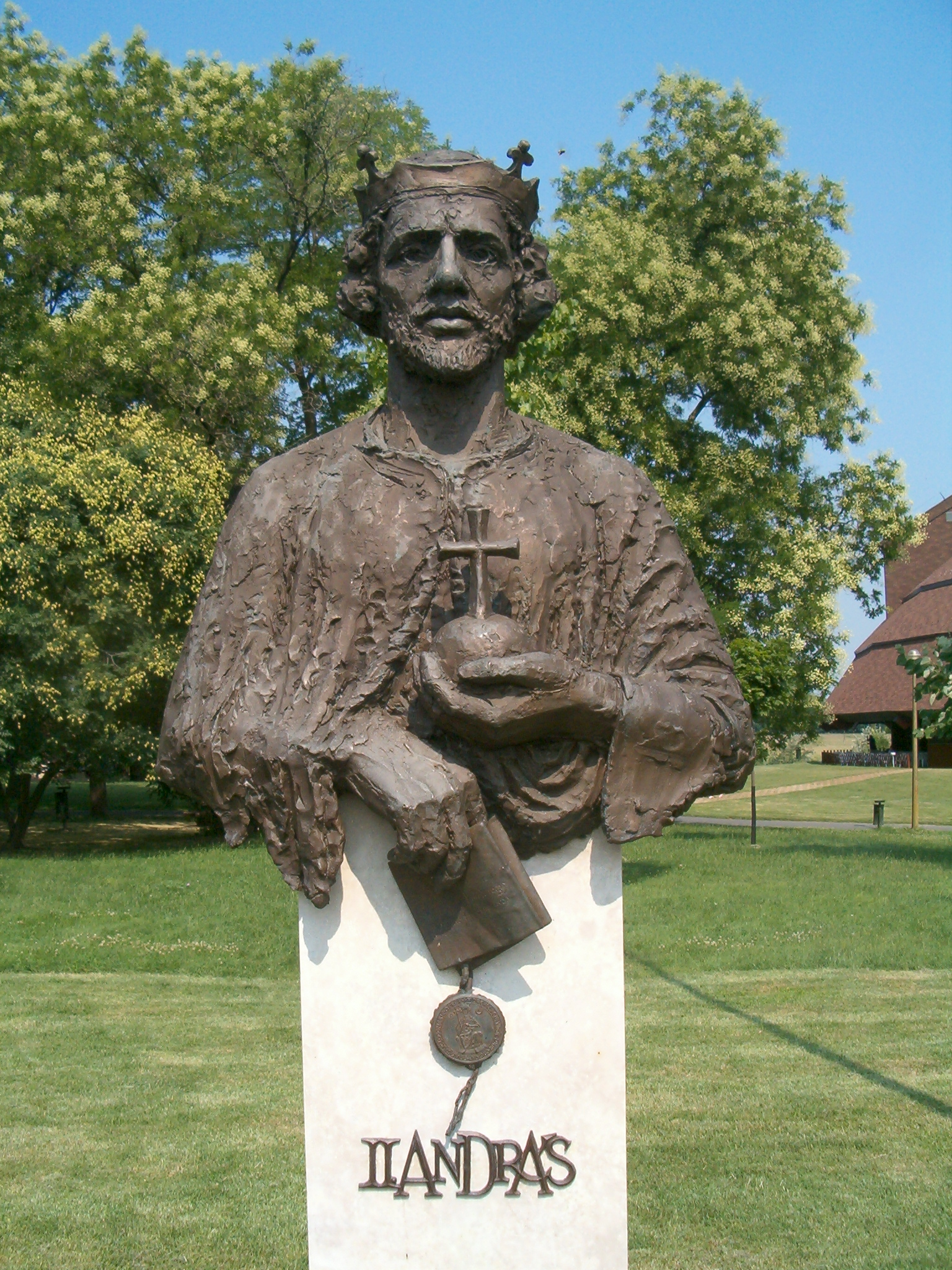
Andrei al II-lea al Ungariei cu Bula de Aur în mâna dreaptă, iar în mâna stângă cu globus cruciger, simbolul suprem de autoritate.

Atât pe plan intern cât și extern, Andrei al II-lea a dus o politică ambițioasă, dar incoerentă. Sub influența primei soții Gertrud de Andechs, și, poate, a fiicei sale Elisabeta, devenită ulterior contesă de Turingia și sanctificată, Andrei al II-lea a colonizat în anul 1211 în Țara Bârsei Ordinul cavalerilor teutoni, pe care apoi l-a alungat în anul 1225, după confruntări armate. Politica de apropiere față de Imperiul Romano-German și numirea în importante demnități laice și clericale ale Regatului Ungariei a unor rude apropiate ale primei sale soții, cum este cazul arhiepiscopului Berthold de Kalocsa, numit în funcția de voievod al Transilvaniei, au determinat în anul 1213 o revoltă a marii nobilimi, soldată cu uciderea Gertrudei.
În anul 1215 s-a căsătorit cu Yolanda de Courtenay, fiica viitorului împărat latin de Constantinopol, Petru al II-lea de Courtenay. Câțiva ani mai târziu, între 1217 și 1218, a participat la Cruciada a V-a, fără a obține însă roadele politice scontate, respectiv râvnita coroană a Imperiului Latin de Costantinopol. Constrâns de opoziția crescândă față de politica sa internă, Andrei a fost nevoit să accepte în anul 1223 ratificarea Bulei de Aur (Bulla aurea), cea mai veche constituție a Ungariei, prin care au fost consolidate drepturile marilor magnați. În anul 1224 a sancționat prin așa-numitul Andreanum drepturile și privilegiile coloniștilor germani (sași) din sudul Transilvaniei.
A fost înmormântat în mănăstirea cisterciană Igriș, ctitoria părinților săi.